# Кенес (район Шал акына)
Кенес (каз. Кеңес) — село в районе Шал акына Северо-Казахстанской области Казахстана. Входит в состав Жанажолского сельского округа. Код КАТО — 595638500.

## Население
В 1999 году население села составляло 380 человек (221 мужчина и 159 женщин). По данным переписи 2009 года, в селе проживало 285 человек (149 мужчин и 136 женщин).